# Азарий (келарь)
Аза́рий или Азария. (живший в XVII веке) — русский келарь Соловецкого монастыря, один из основных руководителей раскольников, укрывшихся на Соловках в конце царствования Алексея Михайловича.
Он был выбран из простых будильников келарем на место Авраамия Абрютина (в других источниках Савватия и Обрютина), который одним из первых уклонился в раскол. Авраамий, вместе с князем Михаилом Львовым, считался главнейшим бунтовщиком в Соловках и был вытребован в Москву. Азарий, вместе с должностью, унаследовал и его духовное направление.